# Juan María Fernández y Krohn
Juan María Fernández y Krohn, né en 1949, est un prêtre catholique traditionaliste espagnol, journaliste et avocat, qui a tenté d'assassiner le pape Jean-Paul II en 1982,,,.

## Tentative d'assassinat contre le pape Jean-Paul II
Le 12 mai 1982, Fernández y Krohn a agressé le pape Jean-Paul II avec une baïonnette à Fátima, au Portugal, à l'occasion du pèlerinage du pape pour rendre grâce pour sa vie épargnée un an plus tôt sur la place Saint-Pierre lors de l'attaque de l'assassin Mehmet Ali Ağca.
Fernández y Krohn s'est levé de la foule en soutane, s'est approché du pape par derrière et a crié "À bas le Pape, à bas le Concile Vatican II". Il a ensuite poignardé Jean-Paul II avec la baïonnette de 40 cm de long d'un fusil Mauser. Un assistant du pape a déclaré qu'il l'avait blessé, car il y avait du sang sur le sol à leur retour au Vatican.
Jean-Paul II a survécu à l'attaque et a béni l'auteur de l'attaque. Fernández y Krohn a été arrêté par la sécurité sans résistance.

## Conséquences
Juan María Fernández y Krohn a dû répondre de la tentative d'assassinat tant en vertu du droit canonique qu'en vertu du droit pénal portugais .
Fernández y Krohn a été reconnu coupable de tentative de meurtre et condamné à six ans et demi d'emprisonnement. Il a été condamné à sept mois de prison supplémentaires pour outrage au tribunal. Au cours de son procès, il a déclaré qu'il était opposé aux réformes de Vatican II et qu'il pensait que le pape Jean-Paul II avait été de mèche avec l'Union soviétique et qu'il était même un agent secret communiste essayant d'infiltrer le Vatican. Il a dit qu'il n'avait pas blessé le pape. Après avoir passé trois ans dans une prison de Lisbonne, Fernández y Krohn a été libéré en 1985 et expulsé.
En tant que membre de l'Église catholique romaine, l'auteur, selon les canons 1331 et 1370 § 1 du code de l'Église, encourt la peine d'excommunication de l'Église. En cas de recours à la force contre le pape, la peine entre en vigueur directement, sans procès. En raison de l'excommunication, Fernández y Krohn a perdu le droit de recevoir ou de conférer les sacrements jusqu'à ce qu'il puisse se réconcilier par la confession.